# Meizodon coronatus
Meizodon couronné
Espèce
Synonymes
- Calamaria coronata Schlegel, 1837

Statut de conservation UICN

LC : Préoccupation mineure
Meizodon coronatus est une espèce africaine de serpent de la famille des Colubridae,. C'est le Meizodon couronné.

## Description
D’une longueur habituelle entre 30 cm et 60 cm, il atteint parfois environ 70 cm. La tête est petite et peu distincte du cou. Le corps est fin et allongé. L'œil est de taille moyenne et la pupille est ronde. La coloration dorsale est grisâtre, assez claire chez les jeunes et foncée chez les adultes. Il existe plusieurs bandes transversales noirâtres sur le dessus de la tête et du cou. Celles-ci sont très apparentes chez les juvéniles mais peu distinguables chez les adultes dont la coloration dorsale devient gris foncé à noirâtre. La face ventrale est relativement claire. Meizodon regularis peut également être observé sur la même zone de répartition. Ce dernier a des motifs de coloration très caractéristiques sur la partie antérieure du corps : il est très sombre, avec des bandes ou tâches blanchâtres, de forme irrégulière, ou parfois en sabliers. M. coronatus est calme et discret, et diurne. Cette couleuvre terrestre se nourrit de petits lézards. Elle est non venimeuse et non agressive : inoffensive pour l’Homme.

## Répartition et habitat
Cette espèce se rencontre :
- au Bénin ;
- au Burkina Faso ;
- au Cameroun ;
- en Côte d'Ivoire ;
- en Gambie ;
- en Guinée ;
- au Liberia ;
- au Mali ;
- au Niger ;
- au Sénégal ;
- au Tchad ;
- au Togo ;
- en République centrafricaine ;
- en République du Congo.

On la retrouve en zones de savanes soudanienne et/ou guinéenne. Elle est rare en zone sahélienne, plus aride.

## Publication originale
- Schlegel, 1837 : Essai sur la physionomie des serpens, vol. 1 (texte intégral) et vol. 2 (texte intégral).